# Agony (Marvel)
Agony (bij fans ook bekend als Screech en Shriek) is een fictieve superschurk uit de strips van Marvel Comics. Ze is een van de zes symbioot “kinderen” van Venom. Later fuseerde ze met drie mede symbioten tot de antiheld Hybrid. Ze werd bedacht door David Michelinie en Ron Lim

## Biografie
Leslie was een huursoldaat die werkte voor de sinistere corporatie de Life Foundation. Deze corporatie bereidde zich voor op een nucleaire oorlog als gevolg van de Koude Oorlog. Ter voorbereiding vingen ze de Venom symbioot voor enkele experimenten. Hierbij werden vijf nieuwe symbioten gecreëerd uit de Venom symbioot. Een van deze symbioten bond zich aan Leslie, en werd samen met haar Agony. Het plan was om op deze manier een aantal bovenmenselijke soldaten te maken die hun schuilkelder voor rijke cliënten konden bewaken.
Leslie werd echter verslagen door Venom en Spider-Man in de Venom: Lethal Protector serie. Haar symbioot werd kunstmatig verouderd tot hij tot stof uiteen viel.
Echter, op een of andere manier overleefden de Life Foundation symbioten de vernietiging. Leslie wilde graag een held worden, maar had net als haar mede LF medewerkers moeite haar symbioot onder controle te houden. Dit resulteerde vaak in uitingen van geweld. In de miniserie Venom: Separation Anxiety ontvoerden Leslie en de andere symbioten Eddie Brock om hem te dwingen hun te leren hoe ze met hun symbioten konden communiceren. Eddie weigerde, en ontsnapte.
Leslie werd uiteindelijk gedood door Scream. Kort voor haar dood toonde ze echter berouw voor haar wandaden. Wat overbleef van haar symbioot fuseerde met de andere drie slachtoffers van Scream tot de nieuwe symbioot Hybrid.

## Krachten een vaardigheden
Omdat ze uit de Venom symbioot is ontstaan bezit Agony alle krachten van Venom, en die van Spider-Man. Ze kan tevens haar metabolisme gebruiken om zuur te spuiten en chemicaliën (zoals Spider-Mans kunstmatige webben) te absorberen.

## Trivia
- De namen Agony, Screech en Shriek zijn allemaal fan namen voor de Leslie symbioot. De fan naam Agony is ontstaan als naam die geschikt zou zijn voor een symbioot die een vrouwelijke versie van Carnage lijkt. De bijnaam Shriek dient niet te worden verward met een andere vijand van Spider-Man met dezelfde naam.